# Stevenia
Stevenia es un género de plantas fanerógamas de la familia Brassicaceae. Comprende siete especies.

## Especies seleccionadas
- Stevenia alyssoides Adams & Fisch.
- Stevenia axillaris (Komarov) N.Busch
- Stevenia cheiranthoides DC.
- Stevenia incana Andrz. ex DC.
- Stevenia incarnata (Pall. ex DC.) Kamelin
- Stevenia sergievskajae (Krasnob.) Kamelin & Gubanov
- Stevenia zinaidae Malyschev

- Datos: Q137605
- Multimedia: Stevenia / Q137605
- Especies: Stevenia (Brassicaceae)